# 暗色菝葜
暗色菝葜（学名：Smilax lanceifolia var. opaca）为百合科菝葜属下的一个变种。

## 扩展阅读
- 維基物種上的相關：暗色菝葜